# (28299) Kanghaoyan
(28299) Kanghaoyan est un astéroïde de la ceinture principale d'astéroïdes.

## Description
(28299) Kanghaoyan est un astéroïde de la ceinture principale d'astéroïdes. Il fut découvert le 12 février 1999 à Socorro (Nouveau-Mexique) par le projet LINEAR. Il présente une orbite caractérisée par un demi-grand axe de 2,25 UA, une excentricité de 0,12 et une inclinaison de 4,2° par rapport à l'écliptique.

## Compléments